# Estudios judaicos

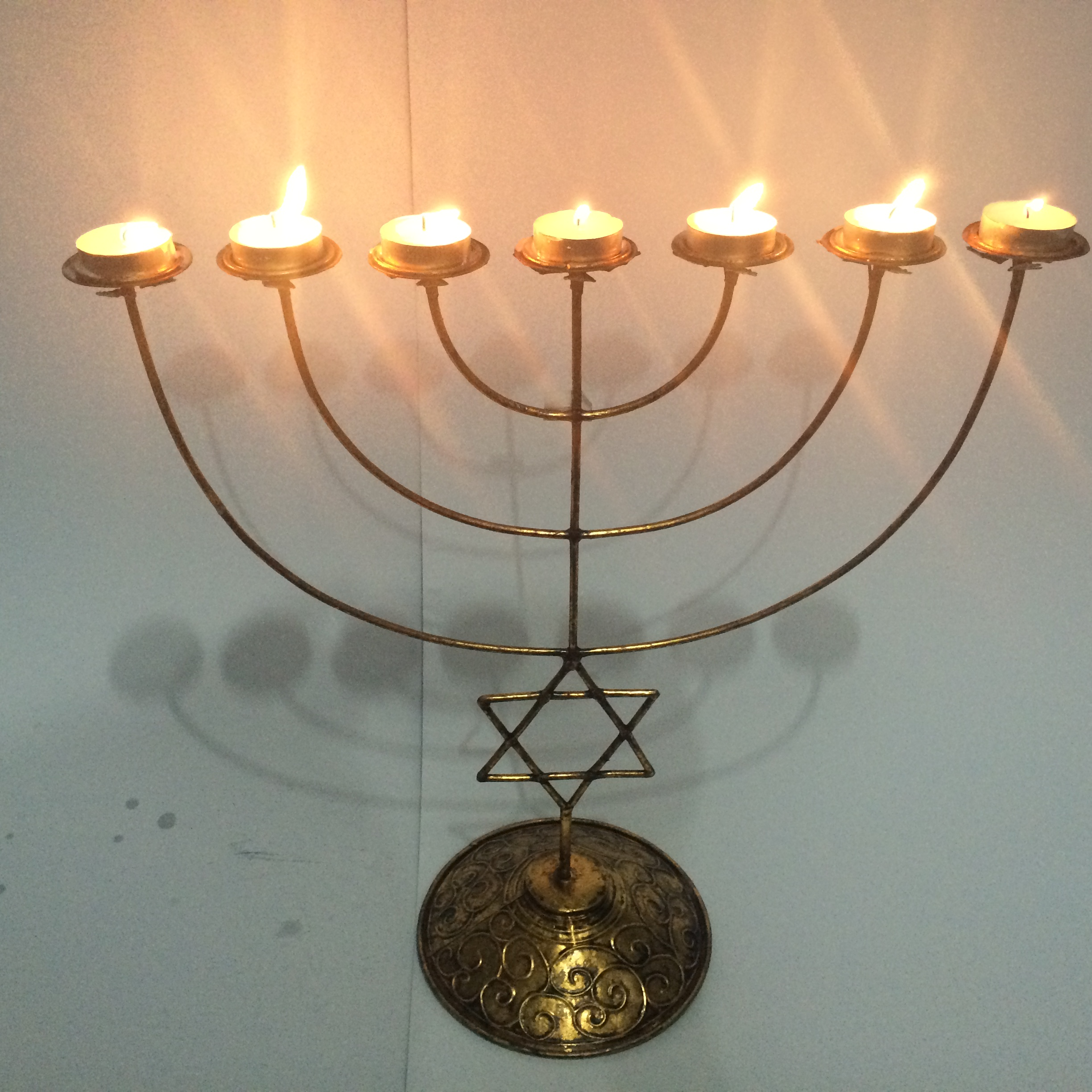
Candelabro de 7 brazos llamado Menorá. Es uno de los objetos rituales más importantes del judaísmo.

Estudios judaicos (o estudios judíos) es una disciplina académica centrada en torno al estudio de los judíos y el Judaísmo. Los estudios judaicos son interdisciplinarios y combinan aspectos de la historia (especialmente de la historia judía), estudios sobre Oriente Medio, estudios asiáticos, estudios orientales, estudios sobre religión, arqueología, sociología, idiomas (idioma hebreo), ciencias políticas, estudios de la mujer y estudios étnicos. Los estudios judaicos son un campo de estudio independiente presente en multitud de programas de estudio de universidades en diferentes lugares del mundo.